# 賀文明
賀文明（？年—？年），號耽文，雲南承宣佈政使司雲南左衛官籍。明朝解元、政治人物。

## 生平
明神宗萬曆三十四年（1606年），中式丙午科雲南鄉試第一名舉人（解元）。四十七年（1619年）登己未科進士，吏部觀政，未授任官職。

## 家族
曾祖賀景。祖父賀鏜。父賀璋。